# Artur Schnabel

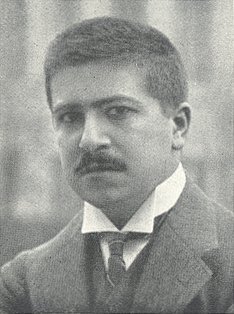
Artur Schnabel, um 1906

Artur Schnabel (* 17. April 1882 in Kunzendorf bei Biala (Königreich Galizien und Lodomerien/Österreich-Ungarn); † 15. August 1951 in Axenstein nahe Morschach, Kanton Schwyz, Schweiz) war ein österreichischer Pianist und Komponist.

## Leben
Artur Schnabel wurde in einer jüdischen Familie geboren und war das jüngste von drei Kindern. Seine Eltern waren Isidor Schnabel, ein Textilhändler, und dessen Ehefrau Ernestine Taube, geborene Labin. Er wuchs in bescheidenen Verhältnissen auf. Noch als Kind zog er mit der Mutter und beiden Schwestern nach Wien. Dort hatte er 1890 sein Debüt als Pianist. Der kaum 12-Jährige blieb als Logiergast in Wien, während Mutter und Schwestern für die folgenden drei Jahre zum Vater nach Westgalizien zurückkehrten.

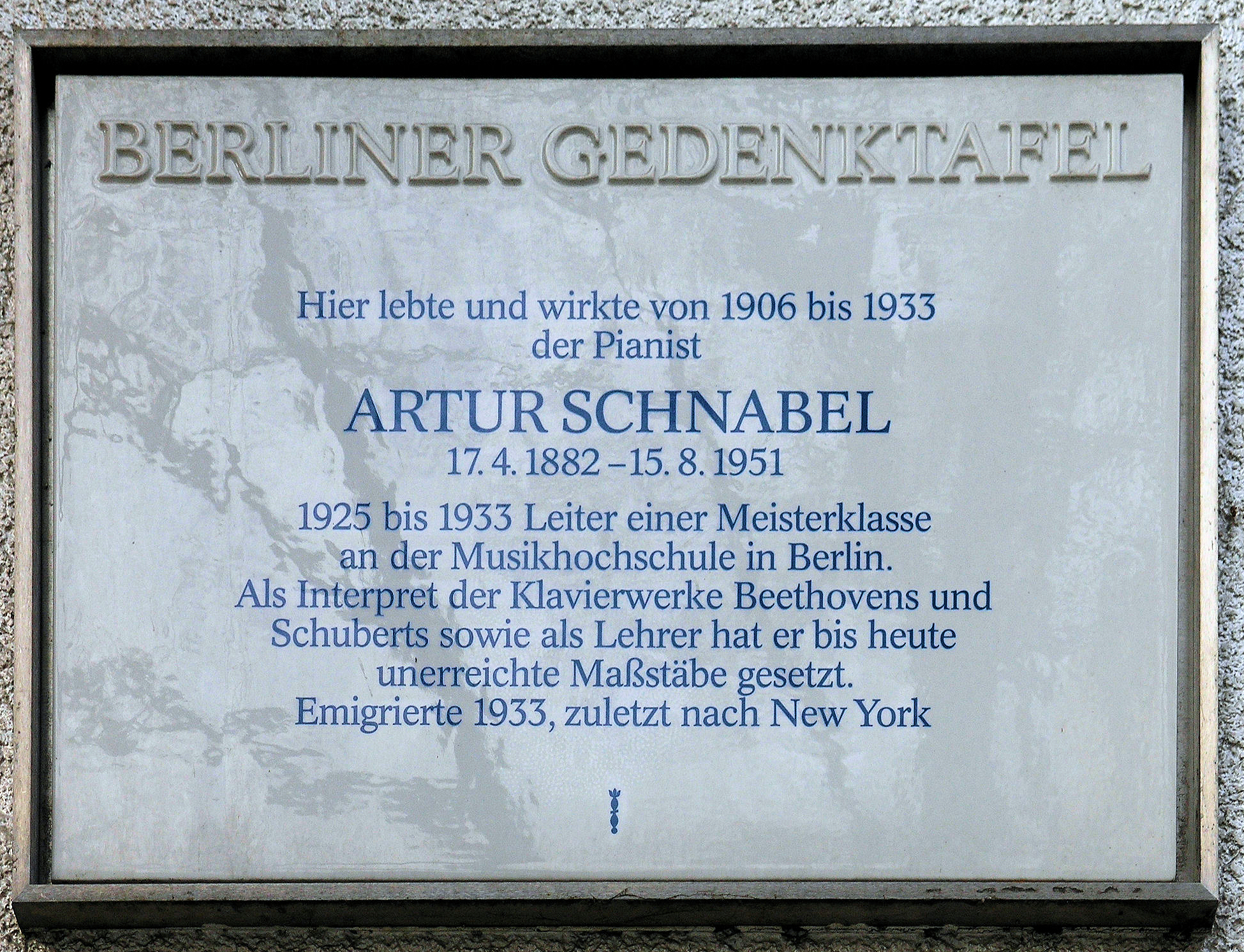
Berliner Gedenktafel am Hause Wielandstraße 14 in Berlin-Wilmersdorf

Nach Klavierunterricht bei Anetta Essipoff wurde er Schüler ihres (Ex-)Mannes Theodor Leschetizky. Unentgeltlichen Unterricht in Musiktheorie und Komposition erhielt er von Eusebius Mandyczewski, den er auch ins Archiv der Gesellschaft der Musikfreunde begleiten durfte. Mandyczewski ließ seinen jungen Schüler an den sonntäglichen Ausflügen mit Johannes Brahms teilnehmen, ohne dass dieser besondere Notiz von dem Kind genommen hätte.
1899 wurde noch vor der Verheiratung seine Tochter Elizabeth Rostra (1899–1995) geboren. 1900 zog Schnabel nach Berlin und heiratete dort 1905 die Altistin Therese Behr-Schnabel (1876–1959), mit der er bei zahlreichen Liederabenden auftrat. 1911 spielte er zusammen mit dem Geiger Karl Klingler, dem Cellisten Arthur Williams und den Berliner Philharmonikern das Tripelkonzert von Ludwig van Beethoven, was ihm internationale Beachtung brachte.
Schnabel verbanden enge Freundschaften mit Ernst Krenek, Eduard Erdmann und Hans Jürgen von der Wense. In einer Aufführung von Schönbergs Pierrot lunaire spielte er den Klavierpart. Unmittelbar nach der Machtübernahme Hitlers 1933 emigrierte er mit seiner Familie nach Großbritannien. Von 1933 bis 1939 lebte die Familie Schnabel im Sommer in Tremezzo am Comer See in der Villa Ginetta. Dort befand sich auch die Schnabel-Schule. Diese wurde von Peter Diamand, dem späteren Leiter des Holland-Festivals, geleitet. Artur Schnabel unterrichtete die Pianisten, seine Frau Therese die Sänger und der von den Nazis als Konzertmeister der Berliner Philharmoniker entlassene Szymon Goldberg die Geiger. Diese Sommerklassen wurden von etwa fünfzig Meisterschülern besucht. 1939 wanderte die Familie Schnabel in die USA aus, ebenso Schnabels Schwestern. Mit seinen dort entstandenen Sinfonien hatte Artur Schnabel einen starken Einfluss auf die amerikanische neue Musik, namentlich auf Roger Sessions.
Die Mutter Artur Schnabels war nach dem Anschluss 1938 in Österreich geblieben. Sie wurde im August 1942 von Wien nach Theresienstadt deportiert und starb am 4. Oktober 1942 infolge der fürchterlichen Bedingungen im Ghetto.
Nach dem Krieg kehrten Schnabels zurück in das italienische Tremezzo.
Schnabel war als Interpret ein Verfechter entschiedener Werktreue. Er widmete sich vorwiegend Kompositionen, die seiner Meinung nach „besser sind, als man sie aufführen kann“. Dabei spielte er nahezu ausschließlich das alte klassische Repertoire. Arnold Schönberg meinte dazu in einem Brief an Carl Engel: „Sein Standpunkt scheint mir nicht nur albern, sondern fast verbrecherisch. Ich meine, es ist die erste Pflicht eines wirklichen Künstlers, zeitgenössische Musik zu spielen. Hätten sich alle Interpreten benommen wie er, so hätten die Werke der größten Meister noch immer nicht das Ohr des Publikums.“ Schnabels Schwerpunkt lag auf den Werken von Beethoven, Schubert, Brahms, Schumann und Mozart, die er zum Teil auch edierte. In den 1920er Jahren spielte er den gesamten Zyklus der Beethoven-Sonaten. Er gilt zudem als Entdecker der damals noch unterschätzten Klaviersonaten Schuberts. Kein Komponist, so Schnabel, „sei näher an Gott als eben Schubert“.
Auch als Klavierpädagoge war Schnabel von eminenter Bedeutung. Zu seinen Schülern gehörten neben vielen anderen Maria Curcio, Clifford Curzon, Leon Fleisher, Claude Frank, Lili Kraus, Dinu Lipatti, Wladyslaw Szpilman und Birger Hammer. Konrad Wolff hat über Interpretationstheorie und -praxis seines Lehrers aus erster Hand publiziert.
Als Komponist wurde Schnabel stark von Arnold Schönberg beeinflusst. Zu seinem umfangreichen kompositorischen Werk gehören drei Sinfonien, fünf Streichquartette sowie zahlreiche Kammermusikwerke. Interpretatorisch setzte sich vor allem der amerikanische Geiger und Dirigent Paul Zukofsky für Schnabels Werke ein. Seit 2001 werden die meisten kompositorischen Autographe in der Berliner Akademie der Künste aufbewahrt. Dort kam es im selben Jahr auch zu einer Konzertreihe mit Schnabels Werken.

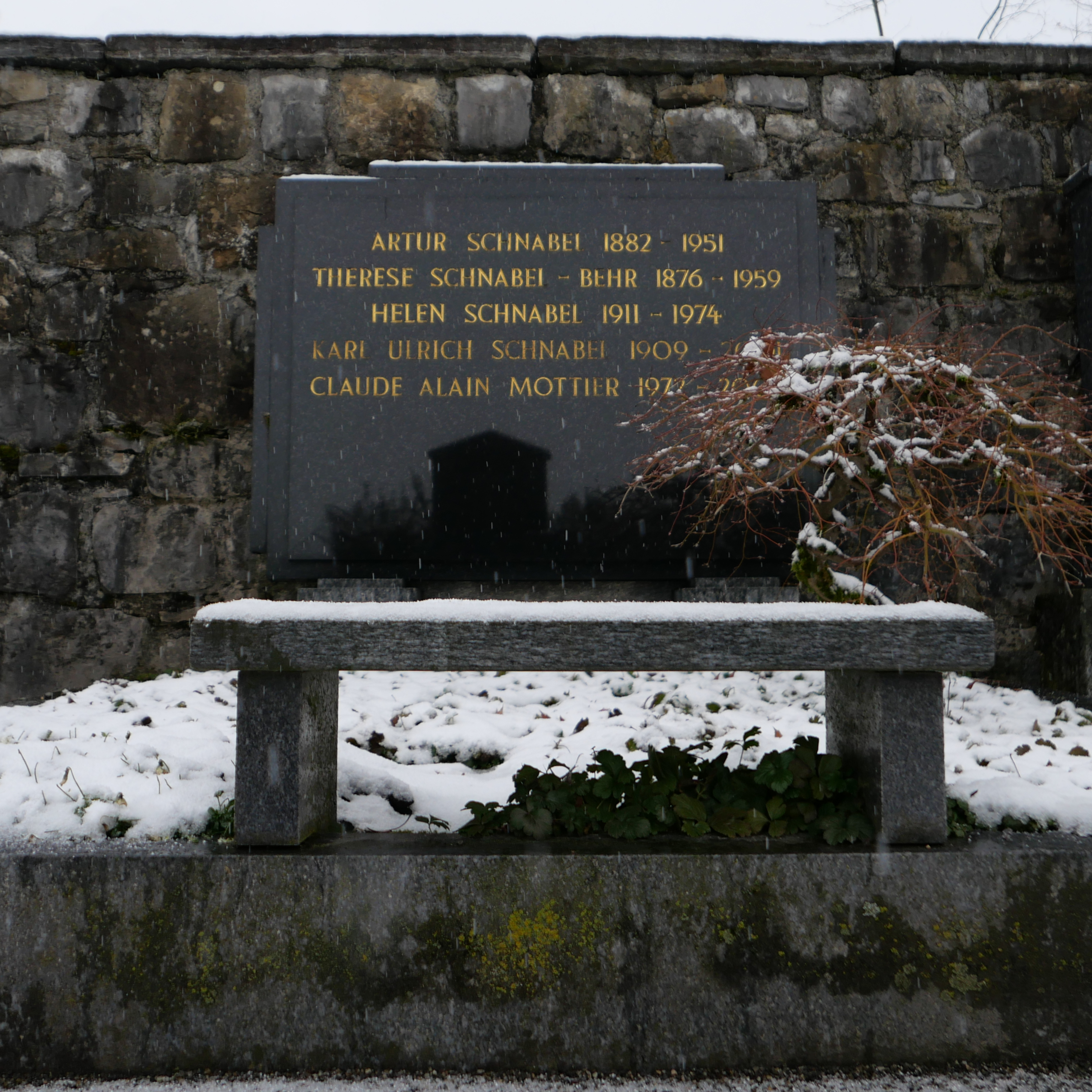
Das Familiengrab im Januar 2024

Schnabels Schallplattenaufnahmen sind fester Bestandteil des diskografischen Repertoires. Von ihm stammt die erste, maßstabsetzende Gesamteinspielung der 32 Klaviersonaten Beethovens auf Schallplatte, eingespielt in den Jahren 1932 bis 1937 für His Master’s Voice. Als exemplarisch gelten ebenfalls seine Schubert-Aufnahmen. Mit seinem Sohn, dem Pianisten Karl Ulrich Schnabel (1909–2001), spielte Schnabel auch zahlreiche vierhändige Klavierwerke ein. Ein weiterer Sohn war der Schauspieler Stefan Schnabel (1912–1999). Beide Brüder hatten ihr Leben lang engsten Kontakt zu der älteren Halbschwester Elizabeth Rostra. Am 8. Mai 1905 nahm Artur Schnabel fünfzehn Klavierstücke für das Reproduktionsklavier Welte-Mignon auf, sicherlich die ältesten von ihm überkommenen Aufnahmen.
Schnabel fand seine letzte Ruhestätte auf dem Friedhof von Schwyz, dem Hauptort des gleichnamigen Kantons. In dem Grab wurden auch seine Frau Therese, der gemeinsame Sohn Karl Ulrich, dessen Frau Helen, geb. Fogel (1911–1974), die eine Pianistin aus den USA war, sowie deren Enkelsohn Claude Alain Mottier (1972–2002), der ebenfalls Pianist war, beigesetzt. Im Jahr 2006 erklärte die Gemeinde Schwyz das Familiengrab zum Denkmal, wodurch es dauerhaft vor der Auflassung geschützt ist.

## Kompositionen (chronologisch)
- Konzert für Klavier und Orchester (1899)
- Zahlreiche frühe Lieder für Singstimme und Klavier
- Klavierquintett (1915/16)
- Notturno für Singstimme und Klavier, nach einem Text von Richard Dehmel
- Streichquartett Nr. 1 d-Moll (1917)
- Sonate für Violine solo (1919)
- Tanzsuite für Klavier (1921)
- Streichquartett Nr. 2 (1921)
- Streichquartett Nr. 3 (1922)
- Klaviersonate (1923)
- Streichquartett Nr. 4 (1930)
- Sonate für Violoncello solo (1931)
- Sonate für Violine und Klavier (1935)
- Streichtrio (1935)
- Rhapsodie für Orchester
- Symphonie Nr. 1 (1938)
- Streichquartett Nr. 5 (1940)
- Symphonie Nr. 2 (1941–43)
- Klaviertrio (1945)
- Sieben Klavierstücke (1947)
- Symphonie Nr. 3 (1948)
- Duodecimet (1950), postum bearbeitet von René Leibowitz

## Diskografie
Beim Klassiklabel cpo erschienen 2011 sein Streichquartett Nr. 1 sowie sein 'Notturno für Alt und Klavier' auf einer CD. 2013 erschienen auf einer Doppel-CD ebenfalls bei cpo das Klavierquintett, die drei Klavierstücke op. 15, die Klaviersonate von 1923, Drei Fantasiestücke für Klavier, Violine und Viola sowie die Lieder op. 11 und op. 14.
Das Label Chandos Records nahm 1996 eine CD mit Schnabels Klaviersonate auf.
Daneben gibt es zahlreiche Aufnahmen mit Arthur Schnabel als Pianist:
- Auf dem „Historia“-Label erschienen die 5 Klavierkonzerte von Ludwig van Beethoven mit dem Londoner Symphonie-Orchester.
- 2004 erschien eine 20-CD-Box Klavier Kaiser, in der er als „großer Pianist“ an vierter Stelle genannt wird und eine eigene CD erhielt. In dieser CD spielt er Klaviersonaten von Ludwig van Beethoven und Franz Schubert.[8]
- 2005 erschien eine 4-CD-Box Artur Schnabel spielt Klavierkonzerte (Aufnahmen von 1936 bis 1950).
- 2005 erschien Artur Schnabel – The 1946–47 HMV Solo Recordings.
- Das Label EMI brachte 2009 eine Box mit 8 CDs heraus, deren Aufnahmen (alle Klavier solo) 1932–1950 entstanden.
- 2011 erschien eine CD Artur Schnabel spielt Klavierkonzerte (Aufnahme von 1944/45 mit den New Yorker Philharmonikern unter George Szell bzw. Alfred Wallenstein).

## Schriften
- Reflections on Music. Manchester 1933 (dt. in Musik und der Weg des größten Widerstands)
- Music and the Line of Most Resistance. Princeton 1942. Neue Ausgabe Hofheim 2007, ISBN 978-3-936000-51-1
- Musik und der Weg des größten Widerstands (dt. Übers. von Hermann J. Metzler), Hofheim 2007, ISBN 978-3-936000-50-4
- Aus dir wird nie ein Pianist (dt. Übers. von Hermann J. Metzler), 2., erweiterte Neuausgabe Hofheim 2009, ISBN 978-3-936000-52-8
- Music, Wit, and Wisdom. The Autobiography of Artur Schnabel. (erweiterte Neuausgabe von My Life and Music), Hofheim 2009, ISBN 978-3-936000-53-5
- Ein halbes Jahrhundert Musik (Der Briefwechsel Artur Schnabel und Therese Behr-Schnabel 1900-1951), Hofheim 2016, ISBN 978-3-95593-102-5